# Pedro Ponce de León y Córdoba
Pedro Ponce de León y Córdoba (Còrdova, 1510 - Jaraicejo, 17 de gener de 1573) va ser un religiós andalús, bisbe de Ciudad Rodrigo i de Plasència i inquisidor general, a més d'un destacat erudit, bibliòfil i mecenes d'art.

## Biografia
Fill de Bernardino de Córdoba, membre de la casa del marquès de Priego, i de María Ponce de León, ambdós naturals de la ciutat de Còrdova. Va fer els seus primers estudis amb el seu oncle matern, Pedro Ponce de León, capiscol i canonge de la catedral de Còrdova, que li va inculcar la professió de fe. Des d'allà, el seu oncle el va enviar a estudiar a la Universitat de Salamanca, on cursà i es llicencià de dret canònic.
El 2 d'abril de 1546, Carles I va atorgar-li un lloc en el Consell Suprem de la Inquisició, del qual en prengué possessió el 6 d'abril. Des d'allà va ser promogut al bisbat de Ciudad Rodrigo, el 1550, en l'exercici del qual va assistir a les reunions del Concili de Trento.
Pels mèrits obtinguts, el 20 d'agost de 1559, Felip II el presenta al bisbat de Plasència, després d'una llarga vacant després de la mort del predecessor Gutierre Vargas de Carvajal, justament també a la mort del papa Pau IV. El càrrec li va ser confirmat per Pius IV, prenent possessió del càrrec el 3 d'abril de 1560.
Després de visitar la Cancelleria de Valladolid per ordre del rei, el 6 de desembre de 1564 va entrar a la seva diòcesi, on va celebrar, l'any següent, sínode per tal d'admetre els decrets acordats a Trento. El 8 de setembre del mateix any va assistir a Salamanca al concili compostel·là.
Felip II el va nomenar inquisidor general, li va sobrevenir la mort a Jaraicejo el 17 de gener de 1573, fruit d'alguna malaltia que va ser diagnosticada com una calentura sense importància pels metges. Fou enterrat a la catedral de Plasència.
Fra Alonso Fernández apunta que durant l'exercici del càrrec episcopal va recopilar molts llibres de gran importància i antiguitat. La biblioteca va despertar l'interès de Felip II, que va enviar al bibliotecari del monestir d'El Escorial, Ambrosio de Morales, amb la missió d'aconseguir obres antigues per ampliar el fons de la biblioteca del monestir, tan aviat com va saber que Ponce de León havia mort.
D'altra banda fou mecenes d'obres arquitectòniques, iniciades per ell o el seu predecessor, entre les quals destaquen la remodelació del palau episcopal, l'ampliació de l'hospital de Santa Maria, o altres obres en diversos temples de la diòcesi, i es diu que mai va escatimar en despeses. També d'altres arts, per exemple el reliquiari de plata de la catedral de Plasència.